# Орора (округ Каюга, Нью-Йорк)
Орора (англ. Aurora) — селище (англ. village) в США, в окрузі Каюга штату Нью-Йорк. Населення — 607 осіб (2020).

## Географія
Орора розташована за координатами 42°45′8″ пн. ш. 76°41′54″ зх. д. / 42.75222° пн. ш. 76.69833° зх. д. (42.752192, -76.698439).  За даними Бюро перепису населення США в 2010 році селище мало площу 2,38 км², з яких 2,38 км² — суходіл та 0,00 км² — водойми.

## Демографія
Згідно з переписом 2010 року, у селищі мешкали 724 особи в 154 домогосподарствах у складі 78 родин. Густота населення становила 304 особи/км².  Було 211 помешкання (89/км²).
Расовий склад населення:
| - 91,0 % — білих - 3,3 % — чорних або афроамериканців - 1,8 % — азіатів - 0,1 % — корінних американців - 1,2 % — осіб інших рас |

До двох чи більше рас належало 2,5 %. Частка іспаномовних становила 5,7 % від усіх жителів.
За віковим діапазоном населення розподілялося таким чином: 6,6 % — особи молодші 18 років, 82,9 % — особи у віці 18—64 років, 10,5 % — особи у віці 65 років та старші. Медіана віку мешканця становила 21,3 року. На 100 осіб жіночої статі у селищі припадало 60,5 чоловіків;  на 100 жінок у віці від 18 років та старших — 58,7 чоловіків також старших 18 років.
Середній дохід на одне домашнє господарство  становив 75 796 доларів США (медіана — 70 833), а середній дохід на одну сім'ю — 90 426 доларів (медіана — 80 313). Медіана доходів становила 44 583 долари для чоловіків та 44 205 доларів для жінок. За межею бідності перебувало 2,9 % осіб, у тому числі 0,0 % дітей у віці до 18 років та 0,0 % осіб у віці 65 років та старших.
Цивільне працевлаштоване населення становило 435 осіб. Основні галузі зайнятості: освіта, охорона здоров'я та соціальна допомога — 52,0 %, мистецтво, розваги та відпочинок — 11,7 %, виробництво — 6,9 %, роздрібна торгівля — 6,7 %.